# Todos os Cães Merecem o Céu (telessérie)
All Dogs Go to Heaven: The Series é uma série de animação norte-americana que dá continuidade aos filmes All Dogs Go to Heaven e All Dogs Go to Heaven 2. A série foi dirigida por John Grusd e Gary Selvaggio, onde logo após três temporadas, se encerrou com o filme An All Dogs Christmas Carol.
No Brasil, foi exibida na TV paga pelo Cartoon Network, e na TV aberta pela Rede Globo e Rede Record. Em Portugal, foi exibida pela SIC. A Toon Disney está reapresentando a série nos Estados Unidos.

## Elenco de dubladores originais
- Steven Weber - Charlie B. Barkin
- Dom DeLuise - Itchy Itchiford ("Sarnento")
- Sheena Easton Sasha
- Ernest Borgnine - Carface ("Cicatriz")
- April Winchell - Bess
- Charles Nelson Reilly - Killer ("Matador")
- Bebe Neuwirth - Anabelle ("Anabella")
- Sheryl Bernstein - Vozes adicionais

Observação: No Brasil a série foi dublada no Rio de Janeiro, com quase o mesmo elenco da sequência Todos os Cães Merecem o Céu 2, exceto Guilherme Briggs (que dublou Sarnento somente na primeira versão do filme para VHS), enquanto Charlie continuou sendo feito por Márcio Simões também na série de TV.

## Episódios
Temporada 1: 1996 - 1997
Ep 1: The Doggone Truth
Ep 2: Field Trip
Ep 3: Lance The Wonder Pup
Ep 4: Puppy Sitter
Ep 5: Dogs in the House
Ep 6: Cyrano de Barkinac
Ep 7: An Itch in Time
Ep 8: Mission Im-paws-ible
Ep 9: Mutts Ado About Nothing
Ep 10: Dog Eat Dog
Ep 11: Will Success Spoil Itchy Itchiford
Ep 12: Heaventh Inning Stretch
Ep 13: The Perfect Dog
Temporada 2: 1997 - 1998
Ep 1: La Doggie Vita
Ep 2: Travels with Charlie
Ep 3: Charlie's Cat-Astrophe
Ep 4: Magical Misery Tour
Ep 5: Miss Guidance
Ep 6: Fearless Fido
Ep 7: Pair-A-Dogs Lost
Ep 8: Kibbleland
Ep 9: The Rexx Files
Ep 10: Sidekicked
Ep 11: Heaven Nose
Ep 12: The Big Fetch
Ep 13: All Creatures Great & Dinky
Temporada 3: 1998
Ep 1: Free Nelly
Ep 2: Dogfaces
Ep 3: Charlie the Human
Ep 4: History of All Dogs
Ep 5: Trading Collars
Ep 6: Whacked to the Future
Ep 7: Dr. Jekyll & Mangy Hide
Ep 8: Charlie's Angle
Ep 9: Agent from F.I.D.O.
Ep 10: Bess And Itchy's Dog School Reunion
Ep 11: When Hairy Met Silly
Ep 12: The Wrong Stuff
Ep 13: Haunted Is as Haunted Does
Ep 14: He Barked, She Barked
Ep 15: An All Dogs Christmas Carol (Filme)

## Soundtrack
Tema de abertura: A Little Heaven - Scooter Pietsch